# 이나즈마 일레븐 아레스의 천칭
이나즈마 일레븐 아레스의 천칭(일본어: イナズマイレブン アレスの天秤 이나즈마이레분 아레스노텐빈[*])은 일본의 애니메이션이다. 2018년 4월부터 9월까지 방영되었다.

## 개요
이나즈마 일레븐 시리즈의 신 프로젝트 타이틀이며, 2016년 7월 27일에 개최된 "LEVEL5 VISION 2016"에서 정식 발표되었다. 본작의 세계 설정은 이나즈마 일레븐에서 라이몬 일레븐이 풋볼 프론티어에서 우승한 후, 스토리가 『이나즈마 일레븐 2: 위협의 침략자』에서 나아가지 못한 패러렐 월드이다. 그래서 패러렐 월드가 되는 신작의 제1기 제27화인 특별편도 제작되었다. 새로운 시도로서 시리즈에서는 첫 선택제의 복수 주인 구보식을 채용하고 각각의 주인공의 관점에서 이야기가 전개된다.

## 주제곡
정상에서 대시 (てっぺんへダッシュ)
노래 - pugcat's